# Петцольд, Барбара
Барбара Петцольд (нем. Barbara Petzold; 8 августа 1955 года, Обервизенталь) — восточногерманская лыжница, двукратная олимпийская чемпионка, многократная призёрка чемпионатов мира. Единственная в истории ГДР олимпийская чемпионка в личных видах в лыжных гонках.

## Карьера
На Олимпийских играх 1976 года в Инсбруке, завоевала бронзовую медаль в эстафете, а также заняла 11-е место в гонке на 5 км и 7-е место в гонке на 10 км.
На Олимпийских играх 1980 года в Лейк-Плэсиде, завоевала две золотые медали, в гонке на 10 км и эстафете, кроме того бала 4-й в гонке на 5 км.
На чемпионате мира завоевала три серебряные и одну бронзовую медали, наиболее успешно выступила на чемпионате мира-1974 в Фалуне, где завоевала две серебряные медали.